# 1116 Catriona
1116 Catriona este un asteroid din centura principală, descoperit pe 5 aprilie 1929, de Cyril Jackson.